# RealNetworks
RealNetworks – przedsiębiorstwo produkujące oprogramowanie komputerowe bazujące na sztucznej inteligencji oraz technologii rozpoznawania obrazów. Było ono pionierem w zakresie usług mediów strumieniowych. Firma świadczy także usługi rozrywki oraz komunikacji mobilnej online oparte na modelu subskrypcji.
Najlepiej znana dzięki formatom kompresji RealAudio i RealVideo oraz obsługującemu je odtwarzaczowi RealPlayer.
Założona jako Progressive Networks przez Roba Glasera w 1993 r.